# Wood Harris
Wood Harris (Chicago, 17 de outubro de 1969) é um ator norte-americano. Ele é mais conhecido por seus papéis como o mafioso Avon Barksdale na série da HBO The Wire, como traficante de cocaína Ace em Paid in Full e como Julius Campbell no filme Remember the Titans.

## Filmografia
- Blade Runner 2049 (2017)
- 9/11 (2017)
- Once Upon a Time in Venice (2017)
- Creed (2015)
- Homem-Formiga (2015)
- Benji (2012)
- Dredd (2012)
- Just Another Day (2009)
- Dough Boys (2009)
- Next Day Air (2009)
- Not Easily Broken (2009)
- Jazz in the Diamond District (2008)
- 4 Life (2007)
- The Heart Specialist (2006-2011)
- Southland Tales (2006)
- Dirty (2005)
- Paid in Full (2002)
- Joy Road (2004)
- The Wire (2002-2008) (série de televisão)
- The Gold Cup (2000)
- Remember the Titans (2000)
- Hendrix (2000) (TV)
- Are You Cinderella? (2000)
- Committed (2000)
- Rhapsody (2000)
- Train Ride (2000)
- Spenser: Small Vices (1999) (TV)
- The Siege (1998)
- Celebridades (1998)
- As Good as It Gets (1997)
- Above the Rim (1994)